# Дисфиксация
Дисфиксация (от лат. dis- «раз-» + лат. fiхātiō «крепление») — способ словоизменения и словообразования, при котором выпадает (усекается) часть основы. Понятие дисфиксации используют только в тех случаях, когда рассматривамое явление трудно описать при помощи других способов словоизменения, прежде всего аффиксации. В частности, не относятся к дисфиксации случаи нулевой флексии и выпадения беглых гласных.
Соответственно, дисфикс — в отличие от большинства аффиксов не имеет постоянной внешней формы, а проявляется в усечении других морфем. При этом сам усекаемый сегмент дисфиксом не является, так как он является частью корня или аффикса. Дисфикс называют также «отрицательным аффиксом», «аффиксом наоборот» или «анти-аффиксом».
Дисфиксация, в отличие от аффиксации, встречается довольно редко.

## Примеры

### Восточносуданские языки
Примеры внешних, отчётливо заметных дисфиксов можно найти в восточно-суданских языках, например, в языке мурле (сурмийская ветвь кир-аббайской семьи): /oɳiːt/ «ребро» ↔ /oɳiː/ «рёбра».

### Мускогские языки
Мускогские языки индейцев Северной Америки используют дисфиксы для передачи множественности действия в глаголе (т. н. pluractionality). Например, в алабамском языке известны два принципиальных способа образования такой морфемы:
- В большинстве глаголов выпадают последние два сегмента предпоследнего слога основы (обычно соответствует последнему слогу корня). Если в слоге всего два сегмента, он выпадает полностью:

balaaka «ложится» — balka «ложатся»
batatli «бьёт» — batli «побивает (регулярно)»
cokkalika «входит» — cokkaka «входят»
- В некоторых глаголах выпадает только последний согласный того же слога, а предшествующий ему гласный в качестве компенсации удлиняется:

salatli «скользить» — salaali «скользить много раз»
noktiłifka «подавиться» — noktiłiika «подавиться несколько раз (=подавливаться)»

### Французский язык
Характерным примером дисфиксации является образование мужского рода у значительной части прилагательных и причастий (в меньшей степени у существительных) в устном французском языке. В традиционном описании (опирающемся на письменную фиксацию и диахронический аспект), образование таких форм описывается как проявление конечного согласного основы в формах женского рода при добавлении немого -e к форме мужского рода: bas /ba/ 'низкий' — basse /bas/ 'низкая'. Однако, при синхронном описании только устных форм такое описание выглядит неэкономичным — в разных словах добавляются совершенно разные согласные, выбор которых никак не обусловлен ни семантически, ни морфологически. При использовании же понятия дисфиксации правило формулируется достаточно просто:
«Исходной формой является форма женского рода, а при образовании формы мужского рода происходит усечение конечного согласного».
Примеры у прилагательных:
- /gʁɑ̃d/ (grande) «высокая» — /gʁɑ̃/ (grand) «высокий»
- /fos/ (fausse) «неверная» — /fo/ (faux) «неверный»
- /fʁɑ̃ʃ/ (franche) «честная» — /fʁɑ̃/ (franc) «честный»
- /kadɛt/ (cadette) «младшая» — /kadɛ/ (cadet) «младший»
- /kʁøz/ (creuse) «пустая» — /kʁø/ (creux) «пустой»
- /fɛt/ (faite) «сделанная» — /fɛ/ (fait) «сделанный»
- /fɔl/ (folle) «сумасшедшая» — /fu/ (fou) «сумасшедший» (с дополнительным чередованием гласного)

Примеры у существительных:
- /epuz/ (épouse) «супруга» — /epu/ (époux) «супруг»
- /ʃamɛl/ (chamelle) «верблюдица» — /ʃamo/ (chameau) «верблюд» (с дополнительным чередованием гласного)

Иногда дисфиксация используется при образовании множественного числа у существительных:
- bœuf /bœf/ «бык» — bœufs /bø/ «быки»
- œuf /œf/ «яйцо» — œufs /ø/ «яйца»